# Небитдаг (нефтяное месторождение)
Небит-Да́г (Нефтяная гора, Нефтедаг) — нефтяное месторождение в Туркменистане. Расположено в Балканской области, в западной части страны, на юге от города Балканабад.

## История
Туркмены с давних времён добывали здесь нефть в колодцах. В конце 19 века было пробурено 5 неглубоких скважин, только одна дала результат. Геологи Геологического комитета России провели здесь исследования в 1908, 1912 и 1915 годах.
Эксплуатация месторождения началась в 1931 году.
Входит в туркменский нефтяной проект Небит-Даг.

## Описание
Относится к Западно-Туркменской нефтегазоносной области.
Нефтеносность связана с отложениям плиоценового возраста. Залежи на глубине 0,1-1,2 км.
Начальные запасы нефти составляет 50 млн тонн. Запасы практически исчерпано, остаточные запасы составляет 10 млн тонн. С открытием глубоких горизонтов запасы нефти могут составить до 30 млн тонн.
Оператором месторождение являться итальянская нефтяная компания Eni. До ноября 2007 года оператором месторождения была британская нефтяная компания Burren Energy.